# Saussureinae
Saussureinae  Garcia-Jacas & Susanna, 2019  è una sottotribù di piante angiosperme dicotiledoni appartenenti alla famiglia delle Asteraceae. In precedenza questo gruppo era denominato provvisoriamente "Jurinea-Saussurea Group".

## Descrizione
Comprende piante erbacee perenni (poche specie sono annuali), anche arbustive, di tipo policarpico (raramente monocarpico), non spinose. Nelle radici sono sempre presenti dei condotti resinosi, meno frequenti nelle parti aeree; mentre solamente nelle parti aeree sono presenti delle cellule latticifere.
Le foglie lungo il fusto sono disposte in modo alterno. La lamina è intera o pennatosetta, argenteo-bianca di sotto e glabra di sopra, talvolta la superficie è irsuto-scabra.
Le infiorescenze sono composte da capolini omogami con forme da cilindriche a globose in raggruppamenti panicolati. I capolini contengono solo fiori tubulosi e sono formati da un involucro a forma più o meno cilindrica composto da brattee (o squame) all'interno delle quali un ricettacolo fa da base ai fiori. Le squame dell'involucro, di tipo fogliaceo o membranoso, sono disposte su più serie in modo embricato. Il ricettacolo a protezione della base dei fiori è provvisto di alcune setole a volte scariose.
I fiori tubulosi sono tetra-ciclici (ossia sono presenti 4 verticilli: calice – corolla – androceo – gineceo) e pentameri (ogni verticillo ha 5 elementi). I fiori sono ermafroditi e actinomorfi.
- Formula fiorale:

- /x K {\displaystyle \infty }, [C (5), A (5)], G 2 (infero), achenio

- Calice: i sepali del calice sono ridotti ad una coroncina di squame.
- Corolla: la corolla, con lobi corti, in genere è colorata di purpureo.
- Androceo: gli stami sono 5 con filamenti liberi, glabri e distinti, mentre le antere, provviste di appendici, sono saldate in un manicotto (o tubo) circondante lo stilo.[11]
- Gineceo: lo stilo è filiforme;  gli stigmi dello stilo sono due divergenti. L'ovario è infero uniloculare formato da 2 carpelli.

Il frutto è un achenio con un pappo. Gli acheni, non lignificati ma soffici, sono più o meno cilindrici o leggermente obconici o obpiramidali. Il pericarpo dell'achenio possiede delle sclerificazioni radiali spesso provviste di protuberanze. Il pappo formato da setole è inserito su una piastra apicale all'interno di una anello di tessuto parenchimatico. Le setole sono disposte su una o più serie. Può essere presente un nettario.

## Biologia
- Impollinazione: l'impollinazione avviene tramite insetti (impollinazione entomogama).
- Riproduzione: la fecondazione avviene fondamentalmente tramite l'impollinazione dei fiori (vedi sopra).
- Dispersione: i semi cadendo a terra (dopo essere stati trasportati per alcuni metri dal vento per merito del pappo – disseminazione anemocora) sono successivamente dispersi soprattutto da insetti tipo formiche (disseminazione mirmecoria).

## Distribuzione e habitat
La distribuzione delle specie di questo gruppo è prevalentemente euroasiatica delle zone temperate.

## Tassonomia
La famiglia di appartenenza di questa voce (Asteraceae o Compositae, nomen conservandum) probabilmente originaria del Sud America, è la più numerosa del mondo vegetale, comprende oltre 23.000 specie distribuite su 1.535 generi, oppure 22.750 specie e 1.530 generi secondo altre fonti (una delle checklist più aggiornata elenca fino a 1.679 generi). La famiglia attualmente (2021) è divisa in 16 sottofamiglie.
La tribù Cardueae (della sottofamiglia Carduoideae) a sua volta è suddivisa in 12 sottotribù (la sottotribù Saussureinae è una di queste).

### Filogenesi
Le specie di questa sottotribù in precedenti trattamenti erano descritte all'interno del gruppo informale (provvisorio da un punto di vista tassonomico) "Jurinea-Saussurea Group". In questo gruppo erano descritti principalmente quattro generi: Dolomiaea, Jurinea, Polytaxis e Saussurea. In seguito ad ulteriori ricerche e analisi di tipo filogenetico, allorquando il gruppo ha acquisito la sua denominazione definitiva di sottotribù, si sono aggiunti altri nuovi generi più avanti descritti.
La sottotribù, all'interno della tribù Cardueae, occupa una posizione abbastanza recente (da un punto di vista evolutivo) e spesso nella varie analisi filogenetiche risulta formare un "gruppo fratello" con la sottotribù Arctiinae; è vicina inoltre alla sottotribù Centaureinae (probabilmente l'ultimo gruppo a divergere). L'età di divergenza della sottotribù può essere posizionata tra i 13 e i 11 milioni di anni fa.
Nell'ambito della sottotribù il genere più importante, Saussurea, di difficile trattazione, occupa il "core" e insieme a Polytaxis forma un "gruppo fratello". L'altro genere importante (come numero di specie), Jurinea, forma un gruppo (probabilmente un clade) con i generi minori Frolovia , Aucklandia, Dolomiaea e Himalaiella. Le specie di questi generi, ora recuperati, in passato erano descritti all'interno dei generi Saussurea e Jurinea. Il genere Hemisteptia è posizionato tra questi due gruppi.
Il cladogramma seguente, tratto dallo studio citato e semplificato, mostra l'attuale conoscenza filogenetica del gruppo.
|  | \| \| Saussurea \| \| \| \| \| \| Polytaxis \| \| \| \| |
|  |                                                         |
|  | Hemisteptia                                             |
|  |                                                         |
|  | Saussurea                                               |
|  |                                                         |
|  | Polytaxis                                               |
|  |                                                         |

|  | Saussurea |
|  |           |
|  | Polytaxis |
|  |           |

|  | Himalaiella |
|  |             |
|  | Jurinea     |
|  |             |

|  | \| \| Frolovia \| \| \| \| \| \| Aucklandia \| \| \| \| |
|  |                                                         |
|  | Dolomiaea                                               |
|  |                                                         |
|  | Frolovia                                                |
|  |                                                         |
|  | Aucklandia                                              |
|  |                                                         |

|  | Frolovia   |
|  |            |
|  | Aucklandia |
|  |            |

|  | Himalaiella |
|  |             |
|  | Jurinea     |
|  |             |

|  | \| \| Frolovia \| \| \| \| \| \| Aucklandia \| \| \| \| |
|  |                                                         |
|  | Dolomiaea                                               |
|  |                                                         |
|  | Frolovia                                                |
|  |                                                         |
|  | Aucklandia                                              |
|  |                                                         |

|  | Frolovia   |
|  |            |
|  | Aucklandia |
|  |            |

|  | \| \| Saussurea \| \| \| \| \| \| Polytaxis \| \| \| \| |
|  |                                                         |
|  | Hemisteptia                                             |
|  |                                                         |
|  | Saussurea                                               |
|  |                                                         |
|  | Polytaxis                                               |
|  |                                                         |

|  | Saussurea |
|  |           |
|  | Polytaxis |
|  |           |

|  | Himalaiella |
|  |             |
|  | Jurinea     |
|  |             |

|  | \| \| Frolovia \| \| \| \| \| \| Aucklandia \| \| \| \| |
|  |                                                         |
|  | Dolomiaea                                               |
|  |                                                         |
|  | Frolovia                                                |
|  |                                                         |
|  | Aucklandia                                              |
|  |                                                         |

|  | Frolovia   |
|  |            |
|  | Aucklandia |
|  |            |

|  | Himalaiella |
|  |             |
|  | Jurinea     |
|  |             |

|  | \| \| Frolovia \| \| \| \| \| \| Aucklandia \| \| \| \| |
|  |                                                         |
|  | Dolomiaea                                               |
|  |                                                         |
|  | Frolovia                                                |
|  |                                                         |
|  | Aucklandia                                              |
|  |                                                         |

|  | Frolovia   |
|  |            |
|  | Aucklandia |
|  |            |

### Elenco generi del gruppo
Il gruppo comprende 10 generi con 797 specie:
| Genere                                       | N. specie                                                       | Distribuzione                                                     |
| -------------------------------------------- | --------------------------------------------------------------- | ----------------------------------------------------------------- |
| Bolocephalus Hand.-Mazz., 1838               | Una specie: Bolocephalus saussureoides Hand.-Mazz., 1838        | Tibet.                                                            |
| Dolomiaea DC., 1833                          | 16                                                              | Parte centrale dell'Asia (dal Pakistan alla Cina sud-centrale)    |
| Frolovia (DC.) Lipsch., 1954                 | 5                                                               | In Asia in modo verticale dall'Afghanistan alla Siberia del nord. |
| Hemisteptia Bunge ex Fisch. & C.A.Mey., 1836 | Una specie: Hemisteptia lyrata Bunge ex Fisch. & C.A.Mey., 1836 | Asia (dall'India alla Cina) e in Australia.                       |
| Himalaiella Raab-Straube, 2003               | 17                                                              | Asia meridionale.                                                 |
| Jurinea Cass., 1821                          | 241                                                             | Eurasiatica (non tropicale).                                      |
| Lipschitziella Kamelin, 1993                 | 2                                                               | Pakistan, Tagikistan e Himalaya occidentale.                      |
| Polytaxis Bunge, 1843                        | 3                                                               | Afghanistan, Tagikistan e Turkmenistan.                           |
| Saussurea DC., 1810                          | 511                                                             | Cosmopolita                                                       |

### Specie della flora italiana
Di questo gruppo sono presenti in Italia le seguenti specie:
- Genere Jurinea:

- Jurinea mollis (L.) Rchb. - Cardo del carso.
- Jurinea bocconei Guss. - Cardo di Boccone.

- Genere Saussurea:

- Saussurea pygmaea  (Jacq.) Sprengel - Saussurea monocefala
- Saussurea discolor  (Willd.) DC.  - Saussurea cordata
- Saussurea depressa  Gren.  - Saussurea minore
- Saussurea alpina  (L.) DC. - Saussurea delle Alpi

## Alcune specie

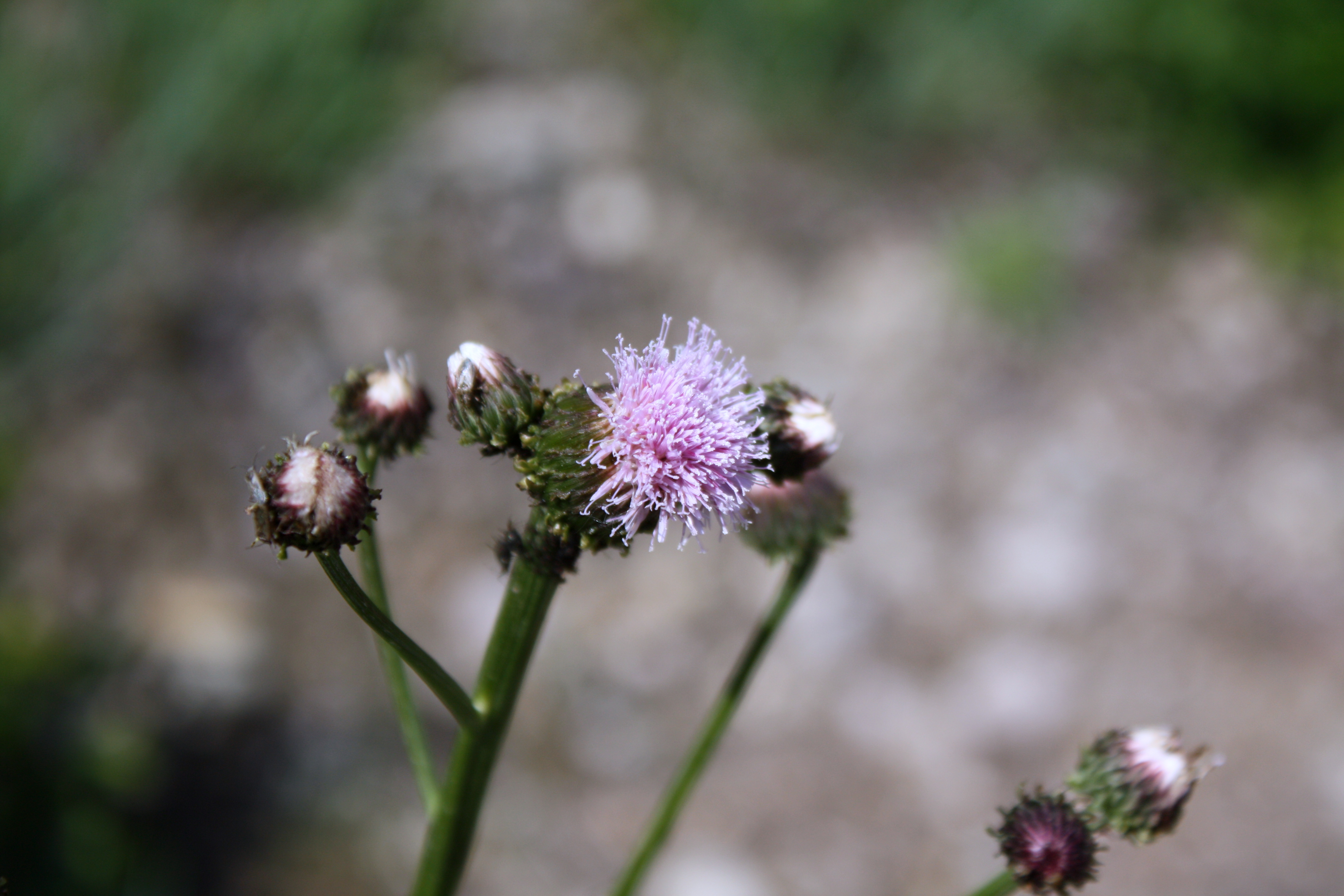
Hemisteptia lyrata
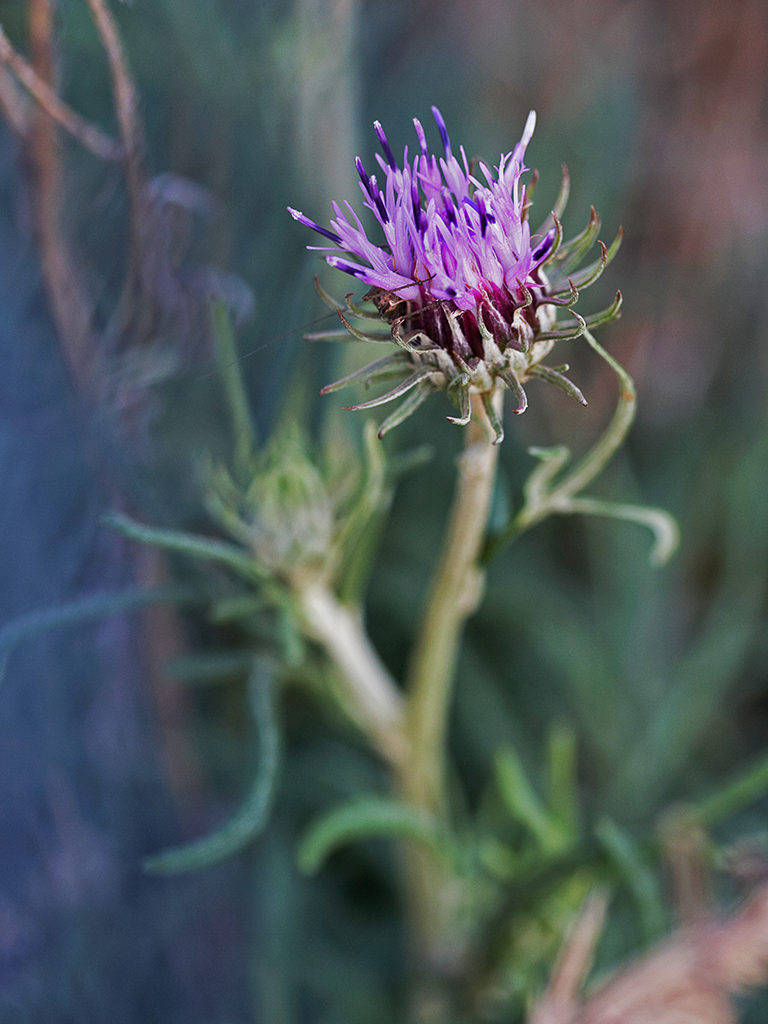
Jurinea cyanoides
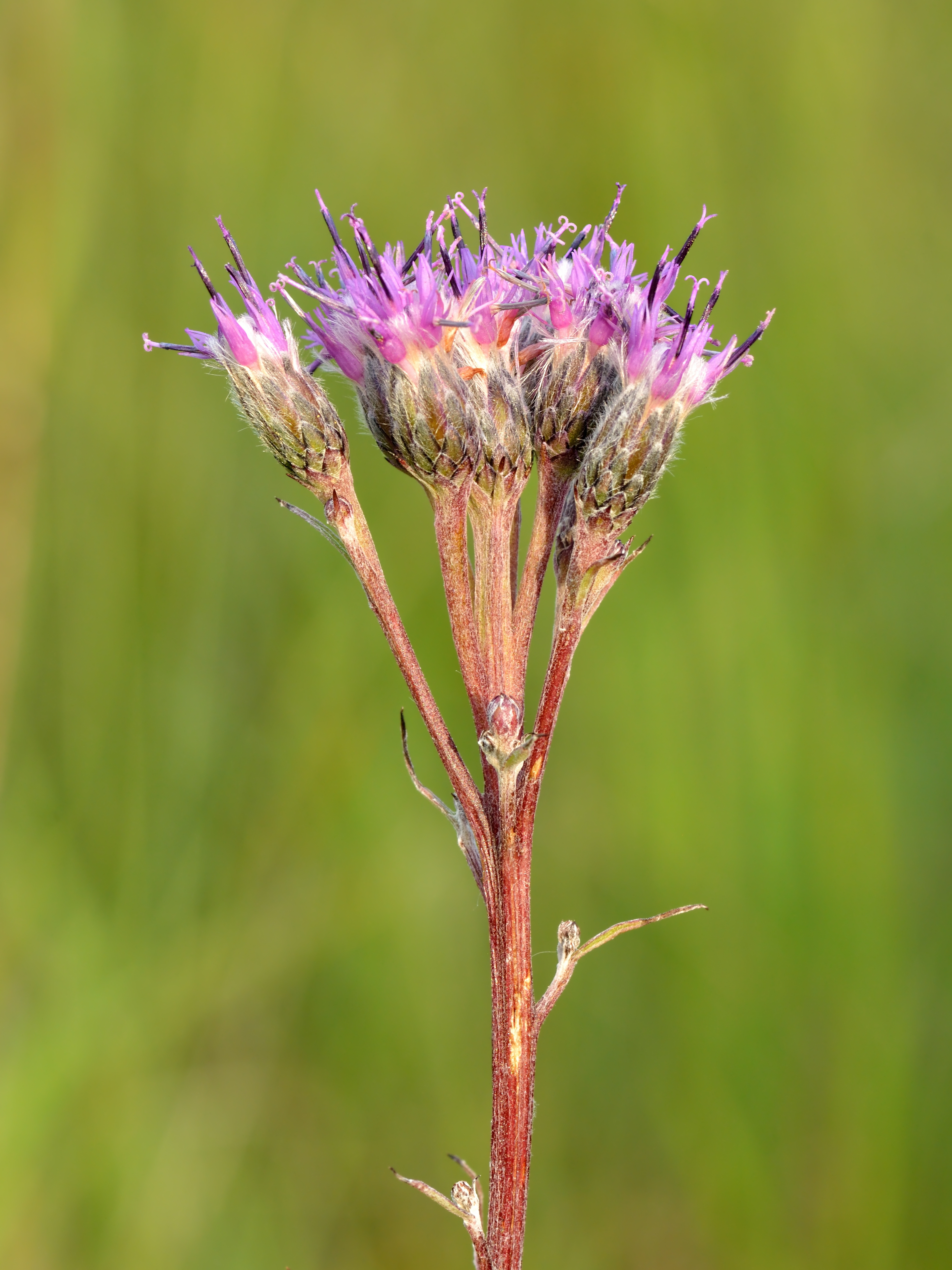
Saussurea alpina